# 的屋

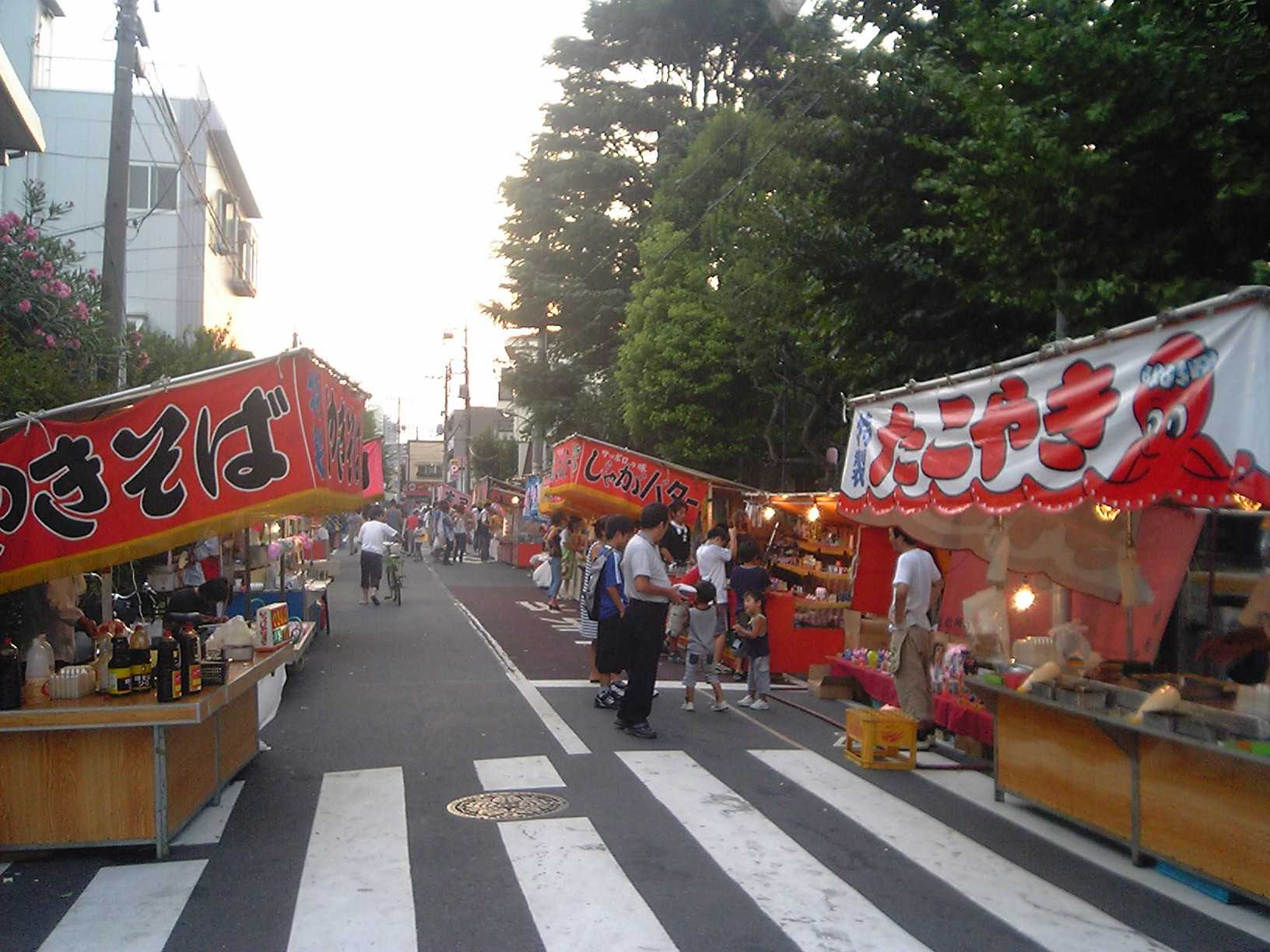
盆踊りの的屋の様子

的屋（てきや）とは、縁日や盛り場などの人通りの多いところで露店や興行を営む業者のこと。
香具師（やし）、三寸（さんずん）とも呼ばれる。また、職業神として元々は中華文明圏より伝わり、神道の神となった「神農の神」「神農炎帝」を祀ることから、神農（しんのう）とも呼ばれる。
警察では、的屋を暴力団の起源の一つと定義しており、戦後の混乱期に的屋は、博徒・愚連隊と同様に闇市を縄張として、覚せい剤の密売などの違法行為を行っていたと警察白書に記されている。平成以降の定義では「博徒、的屋等組織又は集団の威力を背景に、集団的に又は常習的に暴力的不法行為を行うおそれがある」としており、的屋も暴力団の経済活動の一つとしている。

## 概要
祭りや市や縁日などが催される、境内・参道・門前町において屋台や露店で出店して食品や玩具などを売る小売商や、射幸心を伴う遊技として射的やくじ引などをする。街商や、大道芸にて客寄せをし商品を売ったり、芸そのものを生業にする大道商人（だいどうしょうにん）などが含まれる。「当たれば儲かる」ことから的矢に準えて言われるようになった言葉である。
前述の「祭礼（祭り）や市や縁日などが催される、境内、参道や門前町」を庭場といい（以下庭場と記述）、その庭場において御利益品や縁起物を「売を打つ（販売する）」商売人でもある。商売人といっても、祭礼時などは町鳶、町大工などの冠婚葬祭の互助活動と同じで、いわゆる寺社普請と呼ばれる相互扶助の一環でもあり、支払われるお金は祝儀不祝儀であるともいう。同時に寺社などとの取り交わしによって、縁起物を売る時は神仏の託宣を請けた者ともいえる。
的屋は「露天商や行商人」の一種であり、日本の伝統文化を地域と共有している存在である。それゆえ、的屋は価格に見合った品質の商品を提供するというよりも、祭りの非日常（ハレ）を演出し、それを附加価値として商売にしている性格が強い。

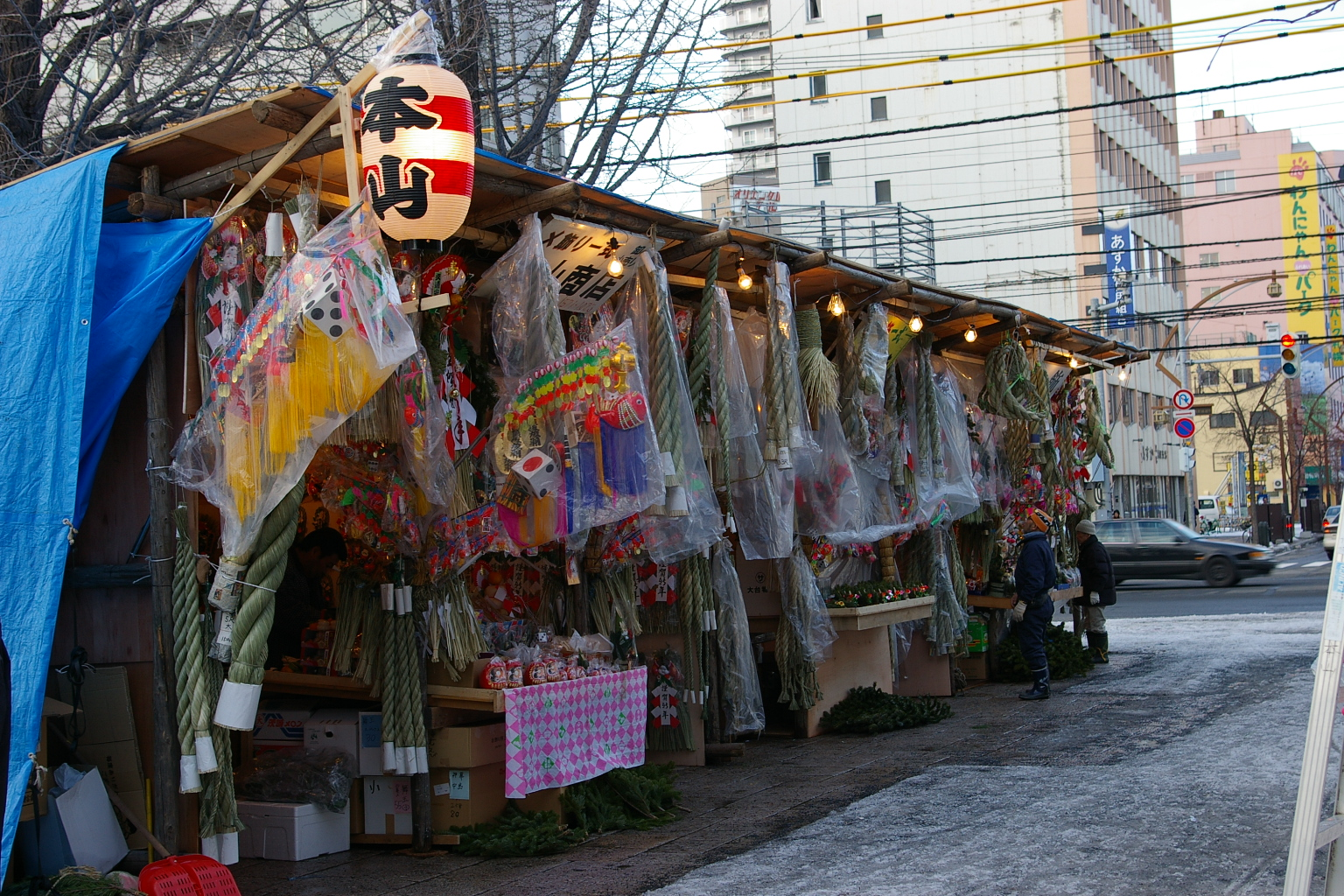
注連縄、お飾り

日本は古くから様々な生業において「組」という徒弟制度や雇用関係があり、的屋も噛み砕いて表現すれば、親分子分（親方子方・兄弟分・兄弟弟子）の関係を基盤とする、企業や互助団体を構成する人々でもある。的屋は零細資本の小売商や、雇用されている下働きの人々の団体というイメージもあるが、これに該当しない地域に密着した形や、個人経営や兼業の的屋も多くある。地勢的・歴史的・人的・資本的要素が複雑に絡み合って、発生し成り立ってきた背景から、単に的屋として一括りに定義することは難しいと言われて、後述する猿楽、香具師、的屋、蓮の葉商い、鳶職ないし植木職の5つが源流とされる。
小沢昭一などの文化人は的屋の啖呵を“昭和の風物”として文献や音源に残している。また映画『男はつらいよ』の主人公、“フーテンの寅”車寅次郎の生業として知られる。

## 歴史
「寺社などの託宣」とは具体的には寺社普請といい、現在でも残存している。特に明治時代以前の人々の暮らしは政（まつりごとが自治権として地域で認められていた）の中心として寺や神社があり、定期的な修繕や社会基盤の拡張や一新を図るに当たり、莫大な費用が必要になった。寄付を直接募るよりは、的屋を招き祭りを開催して非日常的な演出で、的屋の売り上げの一部を場所代として請求し、普請の資金とした。技術を持った商売人としての的屋は、生活が成り立ったという背景がある。ちなみに宝くじの起源である「富くじ」も、寺社普請のために設けられた、非日常を演出する資金収集の手段であった。
有縁が縁日に変化し、庶民の生活習慣に深く根ざすようになったことや、各地域での経済の発展と市（定期市）の発生が、的屋を中心とする露天商の発展を促した。また会日を根源とすることが、縁起と神事や、祓いや占いなどの価値観が、商売としても商品にも反映されている。江戸時代には祭り文化と相俟ってますます栄え、この勢いは昭和初期まであり、第二次世界大戦前の東京都内では、年間に600を超える縁日が催されており、忌日をのぞいて日に2・3ヶ所で縁日が行われていた。しかし戦争による疲弊から縁日は祭りとともに消えていった。祭りは住民参加型であれば復活するものも多いが、縁日は職業人としての的屋が担う部分が多く、時代錯誤に感じる世間の風潮もあり、成り手の不足からその総数は減少の一途をたどった。
的屋（まとや）が営む「懸け物の的場（景品交換式遊技場）」は、現在の温泉場や宿場町に残る射的場の起源であり、スマートボールやパチンコの源流でもある。また法律の成立においても懸け物の的場（景品交換式遊技場）が基本にあるので、「遊技」という言葉が「遊戯」ではないのは、弓矢は技術が伴うことに由来し、法律の根拠としても偶然性のみのくじ引きである、「富くじ（宝くじ）」との区別の根拠となっている。また、的屋や宿場町で営まれる射的場は文化や時代の背景があり、現在のパチンコなどは利害だけの産業といえる。
猿楽（さるがく）
平安時代に生まれた古典芸能。日本古来からの物真似や形態模写などのお笑い芸や剣舞や独り相撲の舞踊りと唐から伝わった奇術や手品または、軽業や曲芸などの芸が合わさりできた芸能で、奉納相撲や御神楽祭の夜祭で演じられた。寺社に所属する職業芸能人であり会日（縁日の原形）に寺社や大道で披露していた。
蓮の葉商い・如何様師
時節や年中行事に必要な縁起物である、木の実や葉、野菜や魚（地域によっては普段は禁じられていた獣肉など）などのいわゆる、季節物や消え物（きえもの）を市や縁日で販売していた。郊外においては、蓮の葉商いのそのまま形で、地域に根ざした人々が、祭りなどで先祖代々に渡り、季節の縁起物を販売している。具体的には、農家でありながら、縁日や市の立つ日や祭り時には、福飴や餅などを製造し販売していて、それが何代にも継承されていることがある。
古くは寺社などの神託を受けて商品ではなく縁起物を振舞うことを生業とし、その謝意として祝儀を受け取る祭りには欠かせない、職である。お守りを売っているのと変わらないわけで、その品そのものの商品価値より縁起物としての色合いが強いのである。そのため、一部からは粗悪品を巧みな口上で不当な価格で売る真っ当でない商人との蔑視を受けた歴史を持つ。際物売り・まがい物売りなどと表現され、的屋の発祥の一つとされる蓮の葉商いや如何様師（いかさま師）などがあり、その語源の発祥とその経緯（蓮の葉商いも如何様師もまがい物や際物を売る者という意味がある）が一致している。手品や奇術の多くは唐から伝わり猿楽の芸の一つであり、如何様（いかさま）とも呼ばれ、それを行うものを如何様師とも呼称していた。また的屋においても昭和初期まで奇術や手品を使い、客寄せをする者も多く存在し、「がまの油売り」が演じる「真剣を使って腕を切る」芸のカラクリにその片鱗が見て取れる。
香具師（やし）
芸や見世物を用いて客寄せをし、薬や香の製造販売・歯の医療行為をする者をさし、名称は他にも、野士・野師・弥四とも表記し、すべて「やし」と読む。由来は、野武士が困窮して薬売りに身を投じたという説や、弥四郎という者が薬の行商の祖と言われることなど諸説ある。
的屋の別称とされる神農の神は、農業と薬や医学の神であり、的屋の源流とされる香具師は江戸時代において、薬売りと、入れ歯の装丁・調整や販売、虫歯などの民間治療の歯科医でもあり、このことから神農の神を信仰していた。また中華文明圏に由来する神農の神はそもそも漢方薬の神であり、日本においても薬は漢方由来のものが歴史的にも多く存在した。これらのことは的屋と香具師の繋がりが示されるとともに、的屋が日本古来の薬の神を信仰しなかった要因の一つと考えられる。
的屋（まとや）
矢師（やし）ともいい、近代ではハジキとも呼称された。弓矢を使った射的場を営むものであるが、「吹き矢」を使った「ぶん回し」と呼ばれる回転版を的とする射的や、「とっこいとっこい・どっこいどっこい」と呼ばれる日本式のルーレットも江戸時代から存在していた。これら射的やくじ引きなどの賭け物（景品交換式遊技）を生業にする者。
平安時代の公家が楊弓という弓矢で遊興を楽しんだ。座ったままで行う正式な弓術であり、対戦式で的に当った点数で勝敗を争った。後に江戸時代には、この公家の楊弓と庶民の神事である祭り矢・祭り弓が元になり「的屋（まとや）」が営む懸け物（賭け事）の「的矢（弓矢の射的遊技）」として庶民に楽しまれ、江戸時代の後期には隆盛を極め、大正時代ごろまで続いたが、江戸時代から大正に至るまで好ましくない賭博や風俗であるとされ、度々、規制や禁止がなされた。この的屋（まとや）が後の露天商を生業とする的屋（てきや）の起源の一つとされる。
「的矢」は、上方では楊弓場（ようきゅうじょう）、関東で矢場（やば）といわれ、祭礼の立つ日の庭場や遊郭で出店や夜店として、弓矢を使い的に当て、的の位置や種類により、商品や賞金が振舞われた。 また客が弓矢を楽しむ横からの矢の回収は危険であることから、関東の的屋の間で、危ない場所を矢場（やば）と言うようになり、危ないことを「矢場い・やばい」と表現し、隠語として使用した。この「やばい」という隠語は的屋を中心に堅気でない者の間に広まり、昭和40年前後には当時の若者に広まった言葉である。
鳶職や植木職
都市部においては天下普請の施行により鳶職や植木職などの建設に係わる者が、町場の相互関係の中で特別な義務と権限（町火消しなど）を持つようになり、「熊手や朝顔」などの縁起物や売り上げが確実に見込める「注連縄やお飾り」などの販売を独占する傾向にあり、現在でもその不文律が継承されている。

### 的屋と遊女
遊廓は一説に因れば「結界の意味を持つ」とする民俗学や民間信仰論もあり、政治的な治安維持としての役割と管理の面から、地域を特定したともいわれるが、一般の「定」から外れた部分を持つ治外法権でもあった。また、遊廓や遊女は古くは禊（みそぎ）や祓い（はらい）といった神事でもあり、それは「渡り巫女」などの存在からも窺い知ることができる。これらを背景として、遊廓は庭場（寺社や縁起に係わる場所）と同じ意味合いを持ち、的屋が生業を営む場所であった。そして的屋の源流とされる職種も遊女との関連を持つものも多く存在している。
伊勢詣（御伊勢参り）や富士詣などは途中の旅路も過程も含めて「詣で」であり、宿場町に遊女（飯盛女）が存在し、客が遊興することは、禊や祓いであった。この宿場町の風俗習慣と的屋（まとや）の営業する的場（景品交換式遊技場）が結びついて、宿場町や温泉街に矢場（射的場）が設けられた。これが現在の射的場（スマートボールなども含め）の原形であり、昭和30年代頃まで俗に「矢場の女」といわれる遊女が射的場に存在した理由である。
傀儡女（くぐつめ）
平安時代にあった傀儡師といわれる芸能集団で、猿楽の源流の一つとされる。定住せずに流浪して、旅回りや町々で芸を披露しながら金子（きんす）を得たが、後に寺社の「お抱え」となる集団もあった。さらに、寺社や政治権力の間諜として諸国を巡る集団もあったとされる。いずれも操り人形と意味を重ねて傀儡と呼ぶ。意図するしないに関わらず二重三重スパイのように世渡りする者もいたと言う。男性は剣舞をし、女性は傀儡回しという唄に併せて動かす人形劇を行なっていた。この傀儡を行う女を傀儡女とよび、時に客と閨をともにしたとも言われる。
蓮の葉女（はすのはめ）
江戸中期の井原西鶴の著書の中で、描かれている上方の大店に雇用されていた遊女のことで、上客や常客の接待として閨をともにした。蓮の葉女と蓮の葉商いはその語源について繋がりがあり、諸説あるが蓮の葉商いが遊女としての側面を持っていたことが示唆される。
矢取り女（やとりめ）
江戸後期に的屋（まとや）が営む矢場で雇われた女性。客の放った矢が的の一定の場所内に当たると、太鼓を打ち鳴らして「あたぁ〜りぃ〜」と声を上げる。矢を掻い潜りながら的に刺さった矢や落ちている矢を拾い集め、矢が飛び交う中を舞うように駆け回るのが、一つの芸であった。また特別な日には最高の賞品として一定の条件を満たせば気に入った矢取り女と閨を共にすることができた。
転び
的屋の販売形態のひとつを表す業界用語でもあるが、辞書では「路傍（ろぼう）で営む遊女」も意味すると記述されている。双方とも茣蓙が大事な商売道具でもあり、偶然なのか洒落なのか、またはそのような実態が的屋としての「転び」にあったかは定かではないが、茣蓙の上に商品を乗せる商いの総称ともとれる。

## 分類
時代の経過や売り物によっても、事細かに名称が存在するが、ここでは現在に受け継がれている代表的な種別を表すものを取り上げる。
分類では他に口上により、口上のある啖呵売（たんかばい）と泣き売（なきばい）と、口上のない飲食販売や技だけで客寄せする音無（おとなし）などがある。

### 出店の規模による分類
転び（ころび）
地面に敷いた茣蓙（ござ）などの上に直に商品を転ばして売っていたためにこう呼ばれている。新案品と呼ばれる目新しい商品を売ることでも知られている。その身軽さから、近年では庭場にとらわれず、小学校の下校時にあわせて、子供向けに売り場を開くこともあり、年代によっては、校門の近くで、消えるカラーインクセットやカラー砂絵セット（色別に着色した硅砂と木工用ボンド）、カラー油土の型枠セット（カタ屋）などを「ころび」から購入した経験を持つものも多い。
小店（こみせ）
三寸（後述）より売り台が小さく、ほとんど間口がない店であり、飴などに代表される「小間物」 を扱うことからもこのように呼ばれる。元は市や縁日で蓮の葉商いや棒手振といわれる庶民の街商であったといわれる。伝統的な的屋で地域密着であり地元の人々が行っていて既得権があるので、一般の的屋よりその地域においてはいろいろな条件面で優先されることが多い。
三寸（さんずん）
諸説あるが、売り台の高さが、一尺三寸（約40cm）になっているからといわれる。その他にも渡世人として各地方を渡り歩く的屋家業の者が、顔役に世話になる時の「仁義を切る」ときの口上が、やくざと違い「軒先三寸借り受けまして…」と始まること、舌先三寸（口車）で商売するや胸三寸（心意気）で商売するともいわれる。
縁日や市や祭りが催される場所を求め渡り歩き（近隣や遠方への旅回り）床店（「とこみせ」とは組立式の移動店舗）で商売をする、いわゆる露天商であり、個人や個人経営の組もあるが、神農商業協同組合の組合員も多い。また、旅回りの的屋の世話役や、庭場の場所決めの割り振りや場所代の取り決めや徴収をする顔役をさし、この顔役を中心に組織化したものが、神農商業協同組合などであり、相互扶助を目的とした露天商の連絡親睦団体として全国の各地域に存在する。
高物（たかもの）
高物は、巷の小規模な縁日などでは採算が取れない、大掛かりな仮設建築としての小屋を作るため、大きな市や祭礼でしか出店しない。この大きな市や祭礼を的屋の用語で「高市（たかいち）・高街（たかまち）」と呼び、そこへ出店する見世物小屋を高物と呼ぶようになった。舞台や床などを備える場合もあり、天幕（的屋の用語で屋根やテントのこと）も規模の大きなものとなる見世物小屋で、軽業師、手品師などの見世物やお化け屋敷などの興行を運営する。高物の多くは全国仮設興行組合に加盟していて、サーカスも元はこれらの興行師が海外から取り入れ、運営していたので加盟していた時代があった。代目や商売の内容はかわっているが、現在でも活動している興行を行なっている企業や団体の中には、源流が高物である場合も多い。的屋の世界では、この興行を行う者（興行師）を「引張り」という隠語で呼称する。
高物
- 見世物小屋 [6]
- お化け屋敷1 [7]
- サーカス [8]
- お化け屋敷2

サーカス以外は、祭りでの的屋の出店

### その他の分類
大占め（おおじめ）
大占めは、口上売りの一つで、的屋の用語で「ネタやゴト」という手品や曲芸、仕掛け人（さくら）などが伴う場合が殆どで、的屋の代表的なものとして呼称が残っている。啖呵売（たんかばい）に含まれ、啖呵口上や一種の手品や奇術を使い客寄せをし、人がたくさん集まるので、目抜きから離れた広い場所で行うことが多く 大きな場所占めるのでこのように呼ばれる。「ガマの油売り」や「南京玉簾」や「バナナの叩き売り」などがこれに含まれる。
弾き（はじき）
射的やスマートボールやコリントゲームなどの賭け物を営むものをいい、玉などを弾くものが多いのでこのように呼ばれる。
木（ぼく）
葉木（はぼく）とも呼ばれ、文字通り植木を専門に売る的屋であり、元々は植木屋や現在でも植木屋と兼業する者も多い。とび職や植木屋などは現在でも既得権として、地元限定で酉の市や朝顔市や羽子板市などまたは、正月のお飾りや七夕の竹、笹などを販売している。

## 商圏

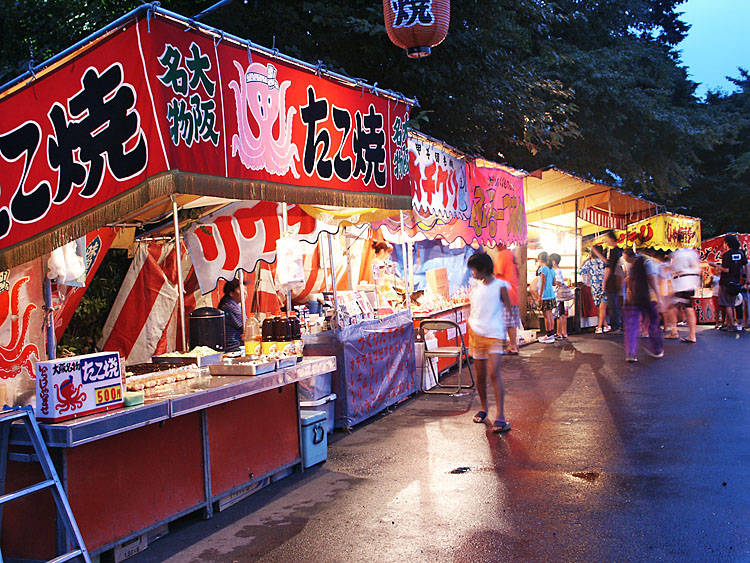
箱根祭り

元々の流浪の民や旅芸人を発祥とすることから縁日や祭礼の場所を求めて旅回りをし、明治時代には日本統治となった台湾まで足を延ばすものもいた。平安時代から続く縁日だけでなく定期市も同時に発生したため市も縁日も一括りにされ、出店の知らせも縁日、朝市、昼店、夜店と時間により分かれ案内がされていた。

### 旅回りという商圏
近年までは旅回りの的屋の相互扶助を目的とした「神農会」や「街商組合」が機能していたとされる。 旅においての不便や苦労を、互いに助け合うという精神の発露から、このような組織ができたといえる。
一般的には数軒の店が一つのグループを作り、地方の縁日などを回っているが、都心の古くからある地域では一と六、二と八、三と七、五と十（四と九は縁起が悪いのと休みは的屋にも必要）の付く日で縁日を主要な町々で分けており、夏場や正月や花見など年中行事以外の限られた日数だけ地方に赴く団体もある。また、移動や宿泊の経費が大きくなり遠隔地に出かけずにいる的屋の団体も多いとされる。

### マーケットという新しい商圏
現在は祭礼や縁日に人出が減ったのに比べ、自治体が管理する公園や遊技場において各種団体が主催するフリーマーケットなどが多くなっている。 このため、地元の商店や店舗を持たない者が、副業や趣味または企業として露天での販売を行う姿も多くなっている。例えば寺社が主催し的屋という専門職が演出し庶民による伝統的な祭りとは違う、自治体や企業が主催し地域住民が参加する「手作り」の日曜マーケットなどの蚤の市が全国的に広く開催されている。的屋と呼ばれる人々が「祭り」だけで成り立つのか、マーケットという新しい商圏に取り込まれ、伝統、文化的背景を無くしていくのか今後の時代の変遷が見守られる。

## 出店
下記の分類が重複している場合もある。その他は縁日を参照。

### 消え物（食品）や玩具
- バナナの叩き売り - 屋台等の板を派手に叩きながら独特の口上でバナナを売る。
- 綿菓子 - キザラ（グラニュー糖やザラメ）を高温で熱し、綿状にした菓子。
- リンゴ飴・あんず飴 - リンゴなどに飴を絡ませた物。
- 天津甘栗 - 伝統的に天津港が海外出荷拠点であったシナグリとキザラを混ぜたものを、小石に混ぜて煎ったもの。 天津産のシナグリを国内産で賄うこともある。 このため、大きさをかなり違わせることがある。
- ベビーカステラ - 小さなカステラという意味だが、ホットケーキを丸めたような物。東京ケーキ、チンチン焼、ピンス焼の名で売られることもある。独特の食感で根強い人気がある。
- お面 - プラスチック製のアニメ・ゲーム・特撮等の人気キャラクターのものを販売する。
- カタ屋 - 詳しくはカタ屋 を参照。
- その他、籤や銀杏、椎の実などの元は時節や節気の縁起物である食品や祭礼用の品を売る屋台（古くは蓮の葉商いといった）などが縁日などで馴染み深い。その他の売物について詳しくは蓮の葉商いを参照。

出店
- お好み焼き
- たこ焼き
- 焼きそば
- カステラ

消え物。

### 賭け物（遊技や籤）
- 金魚すくい - 小さな金魚を掬う。大抵は高級金魚養殖の選抜で間引かれた個体で、飼育に困ることも多いが、育て方が上手だと良い形に成長する。もともと金魚は縁起物として中国より伝わった。
- カタヌキ - 動物やキャラクターなどの絵柄がプリントされた、ハッカ味で板状の砂糖菓子を買い、絵柄通りにカタ抜きをしていく。綺麗に絵柄をカタ抜きできればお金がもらえるというシステムの屋台。複雑な絵柄であるほど金額が上がる。地域によっては「ナメ抜き」などと呼ばれる。また、近年では賞金給付が賭博の一種と捉えられ、また縁日を開く寺社の要望や自主規制により、難易度に応じた玩具の提供などに移行する業者が増えている。
- 射的 - コルクを弾にした空気銃で的や景品に当てる射的遊技。最近ではあまり見られなくなったが、古くは弓矢や吹き矢を使うこともあった。近年では商品を薄い紙で吊るし、水鉄砲を使いその紙紐を濡らして商品を落とすといった射的もある。
- 競技（レース）-小動物や昆虫や淡水魚（うなぎやフナ）などを使い直線コースのレースを行い勝敗を予想させるものでレースよりも出走する生き物が珍しかったり面白いので客が集まった。
- くじ引き　
  - 遊技銃 - くじ（籤）を引き番号と同じ遊戯銃がもらえる。最近では一回やって貰った物と、もう一回分の金額でワンランク上の物と替えてくれる屋台もある。
  - 千本引き-紐の先に色々な景品が結び付けられており全ての紐を一ヶ所に束ねているため、何が当たるか判らないという工夫をした、紐を使ったくじ引き。
  - 封筒引き - 封筒の中に商品の番号を書いた紙を入れておき客に引かせる単純なもの。もとは、文鳥や十姉妹といった小鳥を使い手なずけて封筒を引かせる見世物でくじ引きだけではなく「おみくじ」が主だった。鳥を使ったおみくじの見世物をする人は日本に数人しかいないといわれる。台湾では現在でも夜市などで文鳥占いを一般的に見ることができるが、日本統治時代に伝わった物か元々台湾が起源なのかは定かでない。
  - コリントゲーム - パチンコやスマートボールの原型となったもので自作のもので一等、二等、三等、スカなどのゴールを作り、玉の入った先で商品の当たり外れを楽しむといった遊戯で、現在では古くなったパチンコ台を利用していることが多い。
  - 水盆引き - 丸い金属製の盥（たらい）に周囲に区切りを設けて区域別にはずれや当りなどの色分けをして、水を張り、ドジョウや源五郎（ゲンゴロウ）を中心に落として行う一種のくじ引き。

出店
- スーパーボールすくい
- 射的

賭け物と縁起物

### 動植物の販売
- ひよこ - 養鶏場で商品価値の低い雄の ひよこにが限ると言う売られ方のケースがほとんどである。スプレーで着色し「カラーひよこ」と称して売ったり、稀にウズラの子などを売るものもあった。可愛らしい生き物ということで定番となっていたが、近年はあまり見かけなくなった。フィリピンでは出店で日常的に見られるが、飼育する上で育てきれない場合や、近隣からの苦情などで社会問題になった。
- 植物 - 海ほおずきやホオズキ、朝顔や小さな鉢植えなど縁起のいいとされるもの。
- 昆虫 - 鈴虫やキリギリス、カブトムシやクワガタムシ、ミズカマキリやタガメなど大人の好事家（音色を楽しんだ）や子供が好きなものや比較的珍しいものなど。

参考画像
- 風船釣り
- 輪投げ
- 金魚すくい
- 綿菓子

海外の出店の画像。

## 的屋と博徒
的屋は神農とも呼ばれ、また的屋を稼業人、博徒を渡世人とも呼び分ける。「無宿渡世・渡世人」とは本来は生業を持たない流浪する博徒を指し的屋について言われることはなかった。生業とする縄張りも的屋では「庭場」といい、博徒では「島」と表現する。古くは江戸時代の寺社奉行の「庭場」と町奉行の「町場」と郊外や埋立地などの「野帳場」の管轄の違いから来ているともいわれ、現在も地図上でその生業とする地域分けも江戸時代の名残が多く見られる。また、上記概要にも記述があるが、個々の信仰は別として的屋は職業神として神農を祀り博徒は職業神として天照大神を祀っている。
ヤクザ、暴力団との関係については、ヤクザおよび暴力団を参照
- 組織として「組」を形成し互助活動を行っていた。これは的屋特有のものではなく、大工、鳶、土方（つちかた）[注釈 5] などの建設業団体や河岸、沖仲仕、舟方（ふなかた）などの港湾労働団体や籠屋、渡し、馬方（うまかた）などの運輸荷役団体と同じである。しかし、互助活動に対しての謝礼の授受が今でいう民事介入という表現になりやくざと同一視される由縁である。現在の暴力団といわれる組織の中でも老舗といわれる組も、元をたどればこれらの生業を営んでいたものであった。
- 各地の神農会を運営していた「庭主」（世話役のこと）も、円滑な運営をなさない状態にあるものもある。本来、行商人や旅人（たびにん）の場所の確保や世話をする世話人が、集まって組織となり、神農会と呼ばれる庭主の組合が起こったが、現在では、そのほとんどが各地の暴力団の傘下組織となり、一部には肝心な世話することを怠って何もしない「庭主」や、競合する出店を脅迫し排除したり、挨拶に来るよう呼びつけたり、行商人などから着到[注釈 6] 名目で金品をたかるものも存在する。
- 現在では一部地域において県の公認を受けた協同組合として活動している組織もある。この場合においても、実際には協同組合理事長を兼任している場合が多く、協同の組合というより親分の私物の組合といった趣きが強い。極端には、理事長そのものが替え玉という場合も存在するという。

　暴力団排除の機運がたかまっているものの、暴力団関係者への名義貸しを黙認（推進）している団体もある。
- 東京都を本拠地とする極東会は、的屋を起源とする暴力団の中で唯一の指定団体として知られている。

## 的屋系暴力団

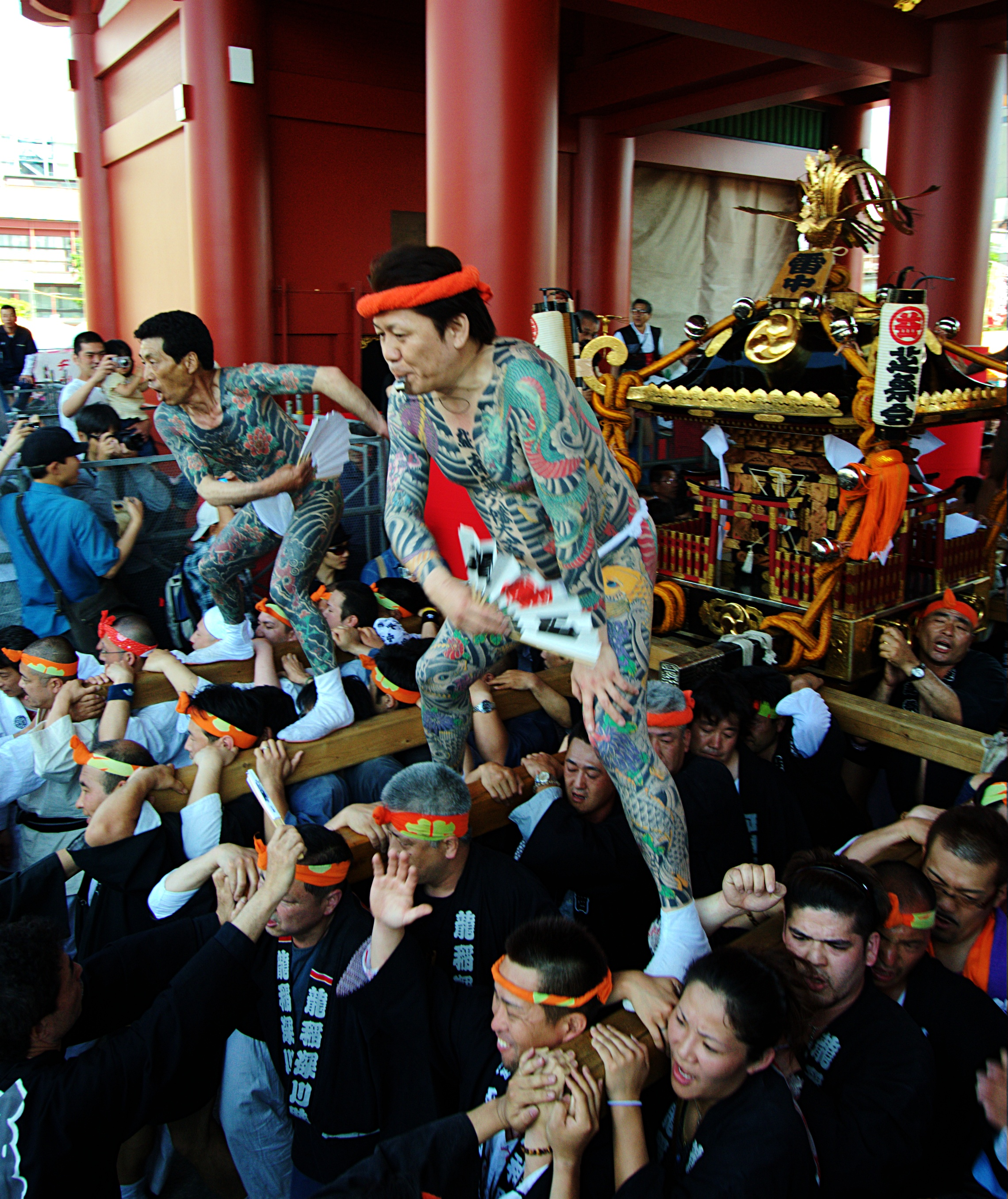
刺青を露出して三社祭にて神輿の担ぎ棒に乗る丁字家会系組員（2007年）

- 丁字家会
- 會津家
- 飴徳連合会
- 飯島会
- 河内家会
- 関東尾津組
- 関東神農同志会
- 西海家
- 佐辰
- 上州家会
- 新門連合会
- 杉東会
- 丁字家会
- 東北神農同志会
- 早野会
- 寄居宗家